# Åsunden (Östergötland)
 Ikke at forveksle med Åsunden (Västergötland).
Åsunden er en sø i Kinda kommun landskapet Östergötland i Sverige med et areal på 56 km² og en dybde på op til 62 meter og et afvandingsareal på 1.930 km² 
Åsunden er den sydligste af de søer som forbindes af Kinda kanal, og også den højst liggende. Fra syd får søen vand fra blandt andet Stångån som har sit udspring i Vimmerby. Åsunden står i forbindelse med Järnlunden gennem kanalen i Rimforsa, samt med Ämmern via Skedevid kanal.
Ved Råsö er der en bro over et smalt parti af søen. Dette opdeler søen i to, som kaldes Norra Åsunden og Södra Åsunden.

## Eksterne kilder og henvisninger
- Wikimedia Commons har flere filer relateret til Åsunden (Östergötland)

1. ↑  Nationalencyklopedin • Kort (Webside ikke længere tilgængelig), läst 2009-01-01
2. ↑  Vattenwebb

57°58′30″N 15°49′9″Ø / 57.97500°N 15.81917°Ø